# Teatro del Instituto Español
El teatro del Instituto Español (o simplemente teatro del Instituto) fue un teatro inaugurado en Madrid en 1845 y situado en la calle de las Urosas, entre la calle de la Magdalena y la de Atocha, activo en la segunda mitad del siglo xix.

## Historia
El también conocido como teatro de la Comedia (a partir de 1849), y a partir del último cuarto del siglo xix llamado teatro Tirso de Molina, se construyó en el número 8 de la calle de las Urosas, con un proyecto del arquitecto José Alejandro y Álvarez, con Ramón Salgado como maestro de obras. Presentaba una composición neoclásica con influencia de Juan de Villanueva, evidente tanto en «la organización general del alzado, como en el repertorio de huecos y recursos formales utilizados», similares a la fachada sur del Museo del Prado, con tres puertas y bajorrelieves con los bustos de dramaturgos como Miguel de Cervantes, Calderón de la Barca, Alonso Cano y Leandro Fernández de Moratín. Fue inaugurado el 1 de noviembre de 1845, por la compañía de Juan Lombía.
Monlau informa en su guía de 1850 que era propiedad del marqués de Sauli, fundador y primer presidente del Instituto Español. Anota también que este teatro «cuyo repertorio, según el decreto orgánico, solo puede contener obras que no sean tragedias dramas o melodramas, se ha hecho célebre por sus piezas del género andaluz», y añade que era el único teatro de Madrid que solía quedar abierto en julio y agosto. Monlau describe también su interior, y explica que aunque disponía de 846 asientos, desde muchos de ellos no se veía la escena; así por ejemplo los situados en la segunda línea de las galería laterales de tertulia o del último piso. Da también el dato de que los precios de la localidad variaban entre 3 y 14 reales. Répide, por su parte, anota que el techo estaba pintado por Espalter y destaca la esmerada decoración de este teatro, en el que «se cultivó siempre un género noble y cultivado».